# عملية عيلبون
عملية عيلبون هي أول عملية عسكرية نفذتها قوات العاصفة التابعة لحركة فتح ضد إسرائيل ما بين 28 إلى 31 ديسمبر (كانون الأول) 1964. تُعد العملية في الأدبيات السياسية الفلسطينية انطلاقة الثورة الفلسطينية المعاصرة(1).(ص.82)

## العملية حسب بيان العاصفة
جاءت ردًا على المشاريع المائية الإسرائيلية لسحب مياه نهر الأردن واستهدفت تفجير منشأة مائية في منطقة عيلبون شمال فلسطين، وصدر عن «العاصفة» بيانها الأول يوم 1 يناير 1965 الذي أعلن عن تنفيذ عملية عسكرية في ليلة 31 ديسمبر/1 يناير حققت أهدافها وعاد منفذوها بسلام، وتبعه البيان الثاني الذي أعلن عن تفاصيل العملية حيث قامت قوة من العاصفة بمهاجمة العدو ومنشآت تحويل نهر الأردن واستطاعت أن تصيب أهدافها في كل من نفق عيلبون وسهل البطوف، وعن استشهاد مقاتل واحد اسمه أحمد موسى. ذكرت مصادر فلسطينية لاحقًا أنَّ أحمد موسى قد قتلته وحدة من الجيش اللبناني في طريق عودته بعد تنفيذ العملية.

## تقييمات عسكرية متفاوتة
تذكر مصادر أخرى أنَّ العملية التي جرت ليلة 31 ديسمبر/1 يناير لم تنجح، إذ أسر الجيش اللبناني أفراد المجموعة قبل تمكنهم من دخول فلسطين واعتُقل ياسر عرفات في بيروت وهو يوزع بيان العاصفة الأول على وكالات الأنباء،(ص.179) فيما لا تتوفر مصادر إسرائيلية تعترف بخسائر في موقع العملية. ولكن الواقع هو أن العاصفة نفّذت في الأعوام 1956 – 1966 سلسلة من العمليات العسكرية رفعت من درجة التصعيد في شمال فلسطين ونجحت بجعل الكفاح المسلح الفلسطيني في صلب الجدل السياسي الدائر.(ص.179-209)(ص.289-300)

## ردود الفعل السياسية
حصلت عملية عيلبون وما تلاها في جو من الأزمات السياسية بين المعسكرين العربيين اليساري القومي والمحافظ، وبين عبد الناصر وحزب البعث في سوريا، وكذلك لم يكن الكفاح الفلسطيني المسلح المستقل عن المجهود الحربي العربي وتوقيته محل إجماع في الوسط السياسي الفلسطيني نفسه، فبينما أعلنت فتح عن ميلاد الثورة الفلسطينية المسلحة، اتخذت حركة القوميين العرب وكذلك عبد الناصر موقفا متحفظا، معتبرين التوقيت غير ملائم وأن التصعيد المبكر مضرّ باستعدادات المواجهة العربية، واستنكر رئيس منظمة التحرير أحمد الشقيري العمليات، وانتقدها كذلك غسان كنفاني في مقال في صحيفة المحرر (أنظر صلاح خلف، فلسطيني بلا هوية). في المقابل أكدت بيانات فتح السياسية اللاحقة أن "مخططاتنا في الميدانين العسكري والسياسي لا تتعارض مع المخطط الفلسطيني والعربي الرسميين:(ص.195)
| عملية عيلبون                    | إن القيادة العربية الموحدة لن تستطيع خدمة الإستراتيجيا العربية أو الإبقاء على وحدتها العسكرية الدفاعية إذا بقيت في حدود العمل التنسيقي للجهد العسكري العربي [..] وهنا يكمن دور الشعب الفلسطيني بقيادة حركته الثورية المسلحة في إخراج الإستراتيجيا العربية من هذا التحديد الظرفي. | عملية عيلبون |
| — بيان حركة فتح - 28 يناير 1965 | |              |

## العملية في السردية الوطنية الفلسطينية
على الرغم من الخلاف السياسي الذي جرى حول الدوافع والتوقيت، ومع عدم إجماع المصادر على مجريات العملية نفسها، إلا أنَّ انطلاق العمل الفلسطيني المسلح بعد حرب عام 1967 وتحول الكفاح المسلح إلى محل إجماع القوى السياسية الفلسطينية أعطى عملية عيلبون مركزًا مهمًا في السردية الوطنية الفلسطينية معتبرًا إياها انطلاقة الثورة الفلسطينية المعاصرة.(ص.179)

## هوامش
- «1»: يختلف تعريف المصادر لمُصطلح «الثورة الفلسطينية المعاصرة»، ويُقصد منه في هذه المقالة، بأنها الثورة التي بدأتها حركة فتح في عام 1965 واستمرت حتى 1987، حيث يُعرفها أحد المصادر «جاءت انطلاقة الثورة الفلسطينية المعاصرة، في منتصف الستينات».[9][10][11]